# Mette Munk Plum
Mette Munk Plum (født 8. juni 1956 i Svendborg) er en dansk skuespiller, der bl.a. har medvirket i tv-serierne TAXA, Karrusel, Rejseholdet og Ørnen. Uddannet på Statens Teaterskole 1978-81. I 1984 modtog hun, som den første, en Robert for årets kvindelige birolle for sin rolle i Isfugle.
Mette Munk Plums er datter af landsretssagfører Eskild Plum (1924-2011) og lærer Birgit Lindgreen Jørgensen. Hun har været gift med skuespiller Henrik Birch, med hvem hun har to børn. Hendes farbror var den olympiske diskoskaster Jørgen Munk Plum.

## Udvalgt filmografi
- Charly & Steffen – 1979
- Maj - 1982
- Isfugle – 1983
- Forræderne – 1983
- Baby Doll – 1988
- Riget II – 1997
- Juliane – 2000
- At klappe med een hånd – 2001
- Forbrydelser – 2004
- Happy ending – 2018